# نيومان (كاليفورنيا)
نيومان (بالإنجليزية: Newman )‏ هي إحدى مدن مقاطعة ستانيسلاوس، كاليفورنيا. تم إعطاءها لقب مدينة في 10 يونيو، 1908.

## أعلام
- فرانك سيلفا